# Lake Smith
Lake Smith är en sjö i Antarktis. Den ligger i Östantarktis. Australien gör anspråk på området. Lake Smith ligger 111 meter över havet.